# 阮兒
阮兒（英語：Chloe Nguyen，1987年6月27日—），荷蘭籍香港女演員及節目主持，現為無綫電視基本藝人合約藝員。

## 簡歷
阮兒父親是越南人，母親則是香港人，於荷蘭鹿特丹出生和長大，精通廣東話、英語及荷蘭語，在當地修讀專上課程時回港發展。她曾參與《2006年度香港小姐競選》，落選後加入無綫電視，並畢業於第21期藝員訓練班，出道初期表現以《刑警》中「Chloe」一角及《殘酷一叮》第三輯裡的「殘酷姊妹」較為突出。2007年，她被謠傳只當了兩集《一擲千金》（第一輯）「千金小姐」後便遭雪藏，原因是無綫電視不滿她與楊明拍拖而破壞形象，但後來於《一擲千金》第二輯第四集內復出。2010年，她跟林泳淘（Helen）、周麗欣（Jun）、羅錦慧（Yong）、Jasie Ho（Wesley）曾組成女子歌唱組合「Lacee Lacey」，可是組合尚未推出唱片就因公司倒閉而遭解散，至2012年底曾暫退娛樂圈。
直到2014年，阮兒才重返無綫電視，接拍該台劇集《使徒行者》和《名門暗戰》，同年於《愛·回家》飾演「高秀蘋（Pinky）」一角，開始令更多觀眾留意。另外，她亦於2014年起開始以影片分享網站「YouTube」發佈其翻唱音樂作品。2016年，她首度與張名雅、陳芷尤及周麗欣一起獲提名《萬千星輝頒獎典禮2016》「最受歡迎劇集搭檔」；2019年在《金宵大廈》內飾演舞女兼同志「莎莎」一角，因故事情節新鮮和表現突出而再讓網民注目。
2023年6月11日下午，參加《中年好聲音2》海選面試，參賽編號為1467號，參賽歌曲為Beyond《喜歡你》。

## 演出作品

### 電視劇（無綫電視）
| 首播         | 劇名                  | 角色                       |
| 2007年       | 同事三分親            | 跳海少女/ 女警(第5集)      |
| 2007年       | 歲月風雲              | 記 者                      |
| 2007年       | 爸爸閉翳              | 護 士                      |
| 2007年       | 鐵咀銀牙              | 秋 月                      |
| 2007年       | 兩妻時代              | 女徵婚者                   |
| 2008年       | 野蠻奶奶大戰戈師奶    | Shirley Yu                 |
| 2008年       | 金石良緣              | Yuki                       |
| 2008年       | 银楼金粉              | 青年冬梅（赛小蝶近身丫鬟） |
| 2008年       | 原來愛上賊            | 護 士                      |
| 2008年       | 法證先鋒II            | 急症室護士（第4集）        |
| 2008年       | 師奶股神              | 輝女伴                     |
| 2008年       | 甜言蜜語              | 參賽者                     |
| 2008年       | 當狗愛上貓            | 情 侶                      |
| 2008年       | 少年四大名捕          | 妓 女                      |
| 2008年       | 東山飄雨西關晴        | 妓 女                      |
| 2008年       | 珠光寶氣              | 售貨員                     |
| 2008年       | 珠光寶氣              | 空中服務員                 |
| 2008年       | Click入黃金屋         | Emily                      |
| 2009年       | 學警狙擊              | 女 友                      |
| 2009年       | 大冬瓜                | 妓 女（第17集）            |
| 2009年       | 桌球天王              | Samantha                   |
| 2009年       | 巾幗梟雄              | 村 民                      |
| 2009年       | 畢打自己人            | 飄 雪                      |
| 2009年       | 畢打自己人            | 女 伴                      |
| 2009年       | 老婆大人II            | 趙珠珠                     |
| 2009年       | 碧血鹽梟              | 吳碧霞                     |
| 2009年       | 烈火雄心3             | 卓國樑契女                 |
| 2009年       | 王老虎搶親            | 妓 女                      |
| 2009年       | 絕代商驕              | Emma                       |
| 2009年       | 蔡鍔與小鳳仙          | 曉 梅                      |
| 2009年       | 富貴門                | Lucy                       |
| 2009年       | 老友狗狗              | 助理護士                   |
| 2010年       | 老公萬歲              | 應徵者                     |
| 2010年       | 女王辦公室            | 阿 美                      |
| 2010年       | 飛女正傳              | 店 員                      |
| 2010年       | 掌上明珠              | Lucy                       |
| 2010年       | 談情說案              | 美 女                      |
| 2010年       | 情越雙白線            | 艷 女                      |
| 2010年       | 天天天晴              | 賊 婆                      |
| 2010年       | 女人最痛              | LuLu                       |
| 2010年       | 讀心神探              | 王靜美                     |
| 2010年       | 刑警                  | Chloe                      |
| 2010年       | 囧探查過界            | 時裝售貨員                 |
| 2011年       | 魚躍在花見            | 記 者                      |
| 2011年       | 你們我們他們          | Sherry                     |
| 2011年       | Only You 只有您       | 秘 書                      |
| 2011年       | 誰家灶頭無煙火        | Catherine                  |
| 2011年       | 團圓                  | 美 蘭                      |
| 2011年       | 真相                  | Amy                        |
| 2011年       | 不速之約              | Annie                      |
| 2011年       | 法證先鋒III           | Candy                      |
| 2011年       | 天與地                | 酒吧美女                   |
| 2012年       | 盛世仁傑              | 宮 女                      |
| 2012年       | 拳王                  | 客 人（第12集）            |
| 2012年       | 心戰                  | 妓 女                      |
| 2012年       | 飛虎                  | 旅行團領隊                 |
| 2014年       | 使徒行者              | 馮嘉玲                     |
| 2014年       | 再戰明天              | Cindy                      |
| 2014年       | 名門暗戰              | 蕩 女（第8集）             |
| 2014至2015年 | 愛·回家 (第一輯)      | 高秀蘋（Pinky）            |
| 2014至2015年 | 愛·回家 (第一輯)      | Emily                      |
| 2014至2015年 | 愛·回家 (第一輯)      | Bonnie                     |
| 2015年       | 以和為貴              | 唐 蕊（Sugarbaby）         |
| 2015年       | 樓奴                  | 細蔣太（Tracy）            |
| 2015年       | 張保仔                | 女海盜（第22集）           |
| 2015年       | 東坡家事              | 女觀眾                     |
| 2015年       | 實習天使              | 鄭 瑤                      |
| 2015至2016年 | 愛·回家 (第二輯)      | 高秀蘋（Pinky）            |
| 2016年       | 警犬巴打              | 張老師                     |
| 2016年       | 殭                    | 利思雅                     |
| 2016年       | 火線下的江湖大佬      | 汪卓恩                     |
| 2016年       | 一屋老友記            | 白 慧（第29集）            |
| 2016年       | 城寨英雄              | 黎 鞦                      |
| 2016年       | 巨輪II                | 主持人                     |
| 2016年       | 幕後玩家              | 梁美娟                     |
| 2017年       | 超時空男臣            | 徐 靜                      |
| 2017年       | 同盟                  | 謝若薇（青年、整容前）     |
| 2017年       | 使徒行者2             | 提子包                     |
| 2017年       | 誇世代                | Regen                      |
| 2018年       | 性在有情              | 黑社會阿嫂                 |
| 2018年       | BB來了                | 李冠儀（Fiona）            |
| 2018年       | 特技人                | Num                        |
| 2018年       | 兄弟                  | 劉 菲                      |
| 2019年       | 機動部隊2019          | 海哥妻子                   |
| 2019年       | 白色強人              | 莎                         |
| 2019年       | 金宵大廈              | 莎 莎                      |
| 2020年       | 十八年後的終極告白    | 胡秀梅 / 胡秀媚            |
| 2020年       | 那些我愛過的人        | 方書文舊同學（第17集）     |
| 2020年       | 迷網                  | 張菲菲（第4集）            |
| 2020年       | 過街英雄              | 白 樺                      |
| 2020年       | 踩過界II              | 阮文娟                     |
| 2021年       | 陀槍師姐2021          | 美 女（第30集）            |
| 2021年       | 逆天奇案              | 零零姐（第12集）           |
| 2021年       | 一笑渡凡間            | 尤默春                     |
| 2021年       | 智能愛人              | 小學校長（第19、21集）     |
| 2021年       | 我家無難事            | Emma                       |
| 2021年       | 把關者們              | 蕭若英                     |
| 2022年       | 鐵拳英雄              | 蘇美麗                     |
| 2022年       | 金宵大廈2             | Nana Wong（彈彈珠）        |
| 2022年       | 十八年後的終極告白2.0 | 葉凌風（Kammy）            |
| 2022年       | 白色強人II            | 高 太（第15集）            |
| 2022年       | 美麗戰場              | 碧 蓮（第6集）             |
| 2022年       | 下流上車族            | 楊小姐（第13集）           |
| 2023年       | 黃金萬両              | 吉 祥                      |
| 2023年       | 隱門                  | 貞                         |
| 2024年       | 神耆小子              | 羅卓娜                     |
| 2024年       | 反黑英雄              | 靜                         |
| 邵氏兄弟     |                       |                            |
| 2025年       | 執法者們              | 王小娟                     |

### 綜藝節目（無綫電視）
| 首播            | 節目名                           | 備註                          |
| 2007年          | 一擲千金                         | 千金小姐之一                  |
| 2007年          | 殘酷一叮                         | 第三輯、殘酷姊妹之一          |
| 2016年          | 萬千星輝團年飯                   | 嘉賓之一                      |
| 2016年          | 我愛香港                         | 第13集嘉賓                    |
| 2016年          | 2017 TVB節目巡禮星光晚宴         | 嘉賓                          |
| 2016年          | 萬千星輝頒獎典禮2016             | 列席者                        |
| 2017年          | 馬家開飯                         | 主持                          |
| 2017年          | 慶祝香港回歸祖國二十周年文藝晚會 | 演出嘉賓                      |
| 2017年          | 群星拱照Big Big Channel          | 嘉賓                          |
| 2017年          | big big channel 失驚無神賀中秋   | 演出嘉賓                      |
| 2018年          | 3日2夜                           | 第二輯 第19、20、27、28集主持 |
| 2019年          | 流行經典50年                     | 第67、84集嘉賓                |
| 2019年          | 我的寵物夏日反斗嘉年華           | 第2集嘉賓                     |
| 2019年          | 姊妹淘                           | 第三輯 第34集嘉賓             |
| 2019年          | 眼睛去旅行                       | 演出第16、22集                |
| 2019年          | 橙迷狂熱                         | 第二輯、與張震宇一同主持      |
| 2020年          | 天天開運王                       | 第13集嘉賓                    |
| 2020年          | 後生仔傾吓偈                       | 第550、551集嘉賓              |
| 2020年          | 蒲·世界                          | 主持之一                      |
| 2020年          | 駕到去歐洲                       | 主持                          |
| 2020年          | 到此一遊                         | 主持之一                      |
| 2021年          | 死因有可疑                       | 演出                          |
| 2023年          | 濠玩夏水禮                       | 演出                          |
| 2023年          | 獎門人Happy Summer感謝祭         | 演出                          |
| big big channel |                                  |                               |
| 2017年          | 明星麻雀王大賽                   | 演出                          |
| 2017年          | 雀后妝速挑戰賽                     | 演出                          |

### 電影
| 首映   | 電影名              | 角色         |
| 2009年 | Laughing Gor之變節  | 公關小姐     |
| 2010年 | 72家租客            | 顧 客、街 坊 |
| 2012年 | 2012我愛HK喜上加囍  | 市 民        |
| 2019年 | 使徒行者2：諜影行動 | 保母特工     |
| 2020年 | 我的筍盤男友        | Janet        |

### 電台節目
- 2018年8月25日：香港電台第二台《打開世界》 - 第48集嘉賓 （（页面存档备份，存于））

## 音樂作品

### YouTube上載歌曲
| 年份   | 歌名                                          | 原唱者         | 備註                       |
| 2014年 | Last Christmas（cover）                       | Wham!          | 翻唱歌曲                   |
| 2014年 | 好心分手（cover）                             | 盧巧音         | 翻唱歌曲                   |
| 2015年 | Let it go（cover）                            | Demi Lovato    | 翻唱歌曲                   |
| 2015年 | Hou Me Vast（cover）                          | Volumia!       | 翻唱歌曲                   |
| 2015年 | Let Her Go（cover）                           | Passenger      | 翻唱歌曲                   |
| 2015年 | 海闊天空（cover）                             | Beyond         | 翻唱歌曲                   |
| 2015年 | Hallelujah（cover）                           | Leonard Cohen  | 翻唱歌曲                   |
| 2015年 | I'm Not the Only One（cover）                 | Sam Smith      | 翻唱歌曲                   |
| 2015年 | 一路上有你（cover）                           | 張學友         | 翻唱歌曲                   |
| 2015年 | Wake Me Up（cover）                           | Avicii         | 翻唱歌曲                   |
| 2015年 | See you again （cover）                       | Wiz Khalifa    | 翻唱歌曲                   |
| 2015年 | 征服（cover）                                 | 那英           | 翻唱歌曲                   |
| 2015年 | Flashlight（cover）                           | Jessie J       | 翻唱歌曲                   |
| 2015年 | Afscheid（cover）                             | Volumia!       | 翻唱歌曲                   |
| 2015年 | 鳥籠（cover）                                 | 林欣彤         | 翻唱歌曲                   |
| 2015年 | The Edge of Glory（cover）                    | Lady Gaga      | 翻唱歌曲                   |
| 2015年 | Flashlight ft. Yuen Yee Chloe Nguyen（cover） | Jessie J       | 與 Jessie J 合唱           |
| 2015年 | 背叛（cover）                                 | 曹格           | 翻唱歌曲                   |
| 2015年 | Writing's on the Wall（cover）                | Sam Smith      | 翻唱歌曲                   |
| 2015年 | Hello（cover）                                | Adele          | 翻唱歌曲                   |
| 2016年 | When We Were Young（cover）                   | Adele          | 翻唱歌曲                   |
| 2016年 | Piece by Piece（cover）                       | Kelly Clarkson | 翻唱歌曲                   |
| 2016年 | R.H.S.（cover）                               | 循道中學學生   | 改編音樂錄像為《黑色 SAS》 |
| 2016年 | Halo（cover）                                 | Beyoncé        | 翻唱歌曲                   |

### 未出碟歌曲
- 2011年：Lacee Lacey《秒殺》

## 其他
| 年份   | 訪問 / 演出                                                        |
| 2015年 | 《New Asion》專訪 - 第33集                                         |
| 2015年 | 《東網Baby夏日心動》 - 第3集                                       |
| 2016年 | 《東網Baby大作戰》 - 第19集                                        |
| 2016年 | 《BabyMagazine 親子雜誌》第271期 2016年6月號專訪「阮兒減肥無捷徑」 |
| 2016年 | 《東網Baby - 索女玩曬》 - 第4集                                    |

## 曾獲獎項與提名
| 年份   | 獎項                                     | 結果 |
| 2016年 | 萬千星輝頒獎典禮2016「最受歡迎劇集搭檔」 | 提名 |

## 外部連結
- 阮兒的新浪微博
- 阮兒的Facebook專頁
- 阮兒的X（前Twitter）
- 阮兒的Instagram帳戶
- YouTube上的阮兒頻道
- 阮兒的Google+（页面存档备份，存于）
- 阮兒在香港影庫上的簡介